# Haageocereus rauhii
Haageocereus rauhii là một loài thực vật có hoa trong họ Cactaceae. Loài này được (Backeb.) P.V. Heath mô tả khoa học đầu tiên năm 1995.